# Dominique Di Piazza
 (septembre 2007).
Si vous disposez d'ouvrages ou d'articles de référence ou si vous connaissez des sites web de qualité traitant du thème abordé ici, merci de compléter l'article en donnant les références utiles à sa vérifiabilité et en les liant à la section « Notes et références ».
Dominique Di Piazza (né en 1959 à Lyon) est un bassiste français de jazz.

## Biographie
Français d'origine sicilienne, élevé par un beau-père manouche, Dominique Di Piazza découvre la basse en 1979 grâce à Jaco Pastorius.
Dominique Di Piazza commence sa carrière en 1982 au « Hot Club » de Lyon, notamment avec Michel Pérez.
En 1986,  il s'installe à Paris et tourne avec Didier Lockwood, André Ceccarelli et Gordon Beck.
En 1987, il intègre la tournée européenne de Gil Evans et le Big Bang Lumière de Laurent Cugny et en 1989, participe à  l'album « Padre »  en trio avec Jean-Pierre Como et Stéphane Huchard.
En 1991, il devient membre du « John Mc Laughlin Trio » aux côtés de Trilok Gurtu. Après une tournée mondiale de plus de 300 concerts, l’album "Que alegria" sort en 1992.
John McLaughlin dira de lui: « Son talent est immense, c'est l'un des plus grands bassistes au monde. »
En 2000, il fait partie du trio Front Page, avec Biréli Lagrène et Dennis Chambers. Il tournera à travers l'Europe et enregistrera un CD qui obtiendra en 2001, une Victoire de la musique pour le meilleur album jazz de l'année.
En 2005 et 2006 Dominique Di Piazza repart en tournée et parcours l'Île de la Réunion, l'Île Maurice, Madagascar ainsi que 10 pays d'Afrique, avec le pianiste réunionnais Meddy Gerville, le guitariste Jean-Marie Ecay et le batteur Horacio « el Negro » Hernandez. De cette collaboration né l'album « Jazz Amwin ».
En 2006, Dominique Di Piazza participe en Inde, à l'enregistrement de l'album du mandoliniste indien U. Srinivas avec Debashish Bhattacharya (guitar), V.Selvaganesh (kanjeera) et Zakir Hussain Khan (tablas). 
« Samjanitha » chez Dreyffus/Sony le 23 mars 2008.
Il entre également en studio, aux côtés d'André Ceccarelli pour le pianiste italien Antonio Faraò. « Woman's Perfume » sort en janvier 2008 chez Camjazz.
En 2008, Dominique Di Piazza produit son premier album, « Princess Sita », en trio avec le guitariste brésilien Nelson Veras et le batteur Manhu Roche dont la sortie est prévue en septembre 2008 chez Sunnyside Records USA et Ryko distribution. Il participe de mai à juillet à la dernière tournée européenne de John Mc Laughlin and the 4th dimension.
Depuis 1985, il enseigne également dans de nombreuses écoles de formation musicale, en France et dans le monde entier.

## Style
En autodidacte, il rajoute à la basse 4 cordes, une corde aiguë et crée sa propre technique de main droite en utilisant le pouce, l'index et le majeur. C'est ce style que l'on peut entendre dans « Marie », issu de l'album « Que alegria »
Cette manière d'utiliser la main droite va donner naissance à la « four-finger picking technique » et cet accordage original va être adopté en Europe et aux USA par de nombreux bassistes de la nouvelle génération tels que Matthew Garrison, Adam Nitti ou Hadrien Feraud.
Dominique Di Piazza a également développé ces dernières années une technique particulière en utilisant des onglets de pedalsteel guitar pour le pouce et l'index de la main droite, donnant une sonorité plus aiguë ainsi qu'une attaque plus franche, lui permettant de faire sonner la basse à cinq cordes comme une guitare baryton.
Il est aussi le concepteur d'un chevalet spécial, permettant d'obtenir un son « fretless » sur une basse frettée. Également guitariste, il a la particularité d'accorder son instrument à la quarte entre toutes les cordes (E-A-D-G-C-F).

## Discographie
- 1985 - Virgile - Michel Perez Quartet
- 1989 - Padre - Jean-Pierre Como Trio
- 1989 - Laurent CUGNY et le big band LUMIERE
- 1990 - Camino - Louis Winsberg
- 1991 - The First - Philippe Pétruciani Quartet
- 1991 - Live in PARIS - Hervé Krief Grand Orchestre
- 1991 - Kamala la Lichère - Arnaud Mattei Nonet
- 1992 - Que Alegria - John McLaughlin Trio
- 1993 - Wait and see - Michael Blass
- 2001 - Front Page
- 2002 - Dominique Dipiazza Plays Spiritual Hymns
- 2003 - Seven Steps To Heaven
- 2003 - Carbonne - Di Piazza - Manring  Trio
- 2006 - Jazz amwin - Meddy Gerville
- 2008 - Woman's Perfume - Antonio Farao
- 2008 - Samjanitha - U. Shrinivas - Mars 2008
- 2008 - Princess Sita - Dominique Di Piazza Trio - Juin 2008

## Matériel
- Ampli Markbass CMD121H
- Extension Markbass The Traveler 121H
- Cordes ELIXIR Nanoweb coating en 105-085-065-045-032
- Préampli Line6 Bass PODxt Live
- Variax bass 705
- Pédale EBS DynaVerb High Dynamics
- Pédale EBS UniChorus
- VEN basses Bottom wave
- Guitare acoustique Lakewood
- Cordes Elixir Strings